# Dochodo

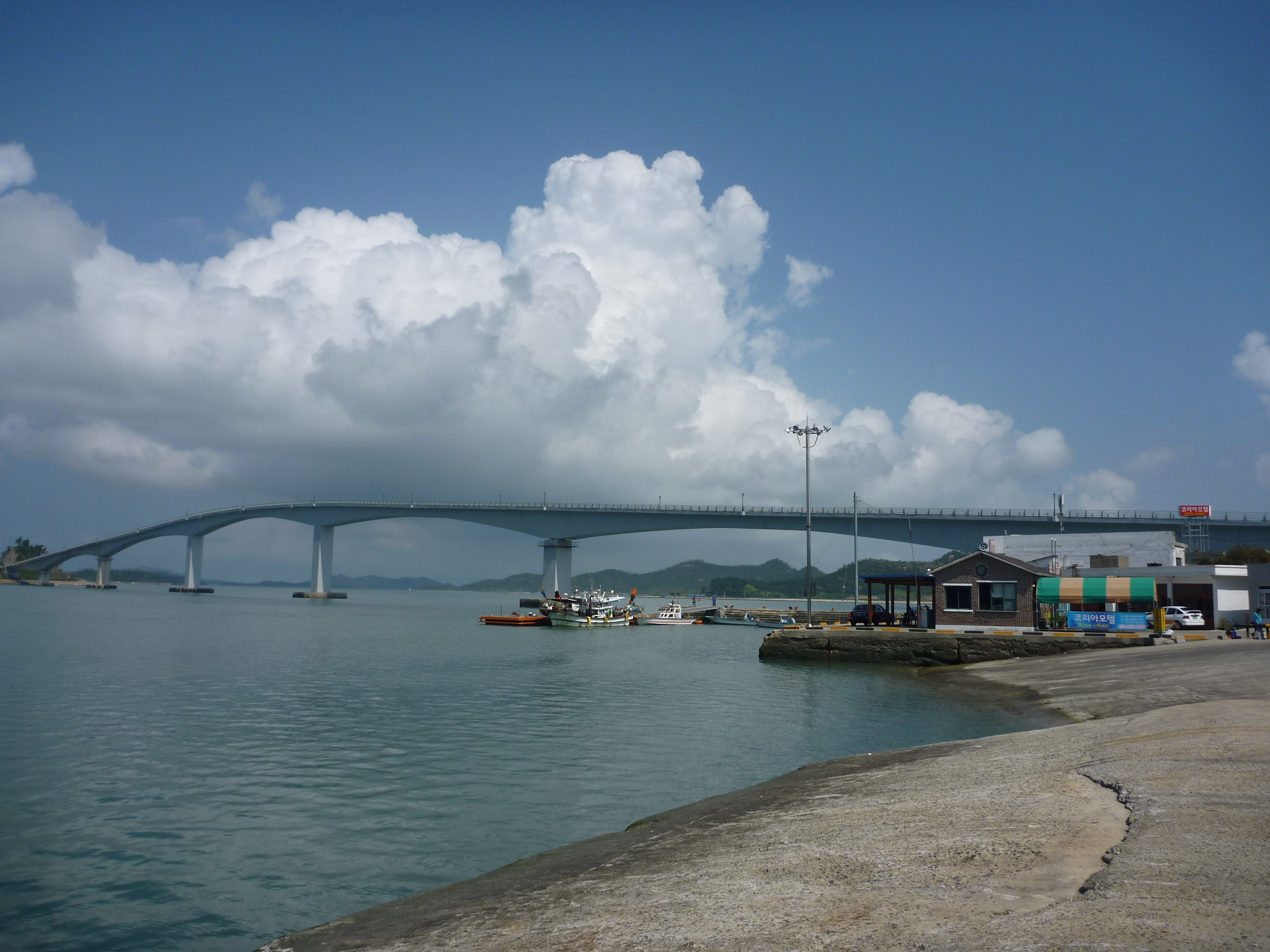
Seonammun Brücke zwischen Bigeumdo (비금도) und Dochodo (도초도)

Dochodo (koreanisch 도초도) ist eine Insel im Landkreis Sinan-gun (신안군) der Provinz Jeollanam-do (전라남도) im Südwesten von Südkorea.

## Geographie
Die Insel befindet sich rund 36 km westsüdwestlich von Mokpo (목포시) und rund 90 km südwestlich von Gwangju (광주) und zählt zu den 827 Inseln, die vor der Südwestküste Südkoreas liegen. Nördlich von Dochodo befindet sich die durch eine rund 510 m breite Meerenge getrennte, aber durch eine Brücke verbundene Insel Bigeumdo (비금도). Im Westen liegt die angrenzende Inseln, Anjwado (안좌도), rund 6 km entfernt und im Süden die Inselgruppe der Landgemeinde Haeumi-Myon (하의면), mit den Inseln Daeyado (대야도), Neungsando (능산도), Kkaedo (깨도), Haeuido (하의도), um nur die Nächstliegenden zu nennen. Rund 8 km südwestlich ist noch die Insel Uido (우이도) zu finden.
Dochodo besitzt eine fast quadratische Form, mit einer Länge von rund 9 km in Ost-West-Richtung und eine maximale Breite von rund 8,9 km in Nord-Süd-Richtung. Mit den Bergen Keunsan, 264 m, Geumsungsan (금성산), 211 m und Yongdangsan (용당산), 206 m erhebt sich die Insel aus dem Meer empor. Etwas mehr als die Hälfte der Fläche der Insel besteht aus einem mit vielen Kanälen durchzogenem Flachland, das patchworkartig mit zahlreichen zwischen rund 40 m und maximal 264 m hohen, zum Teil steil ansteigenden Bergen unterbrochen ist.
Zu erreichen ist die Insel mit der Fähre von Mokpo aus, die am Fähranleger nahe Seonammun-Brücke (서남문대교), die die beiden Inseln Bigeumdo und Dochodo verbindet, anlegt. Eine weitere Schiffsverbindung besteht über den Anleger im Südosten der Insel.

## Verwaltungsstruktur
Die Insel ist verwaltungstechnisch zusammen mit der bewohnten südwestliche liegenden Insel Uido (우이도) in der Landgemeinde Docho-myeon (도초면) organisiert, die zusammen mit den Landgemeinden der anderen Inseln der Region von dem Landkreis Sinan-gun, der zur Provinz Jeollanam-do gehört, verwaltet wird.

## Geschichte
Die Salzgewinnung durch das Verdunstung von Meerwasser unter Einwirkung von Sonne und Wind, wurde erstmals im Jahr 1946 auf der Nachbarinsel Bigeumdo praktiziert, als der Salzbauer Park Sam-man (박삼만), der während der Annexion Koreas durch Japan von den japanischen Besatzern zur Arbeit in den Salinen der Provinz Pyeongannam-do (평안남도, heute Nordkorea) zwangsrekrutiert wurde, nach der Befreiung Koreas 1945 zurück auf seine Heimatinsel kam, um dort mit der Salzgewinnung zu beginnen. Von dort aus entwickelte sich die Salzgewinnung in der Region und wird seit jenen Tagen auch in geeigneten Buchten von Dochodo praktiziert.

## Wirtschaft
Die Inselbewohner leben bevorzugt von der Landwirtschaft, die im Flachland zwischen den Bergen betrieben wird, und von der Meersalzgewinnung in den Salinen im Norden, Nordosten und Osten der Insel. Fischerei wird lediglich für den Eigenbedarf betrieben. Mehrere Wasserreservoirs, die auf der Insel am Fuße einiger Berge errichtet wurden, decken die Trinkwasser- und Nutzwasserversorgung der Insel ab.

## Dadohaehaesang-Nationalpark
Die vom Wattenmeer umgebene Insel Dochodo liegt inmitten des Dadohaehaesang-Nationalparks (다도해해상국립공원), der unter anderem das gesamte Wattenmeer an der Südwestküste von Südkorea umfasst. Auch zählt die Insel zu dem von der UNESCO anerkannten Biosphärenreservat, Shinan Dadohae (신안 다도해), das Teile des Landkreises Sinan-gun umfasst.